# 'Heiligenwiese und Heiligenleite' und 'Althellinger Grund'
'Heiligenwiese und Heiligenleite' und 'Althellinger Grund' este o arie protejată (arie specială de conservare — SAC, sit de importanță comunitară — SCI) din Germania întinsă pe o suprafață de 139,87 ha, integral pe uscat.

## Localizare
Centrul sitului 'Heiligenwiese und Heiligenleite' und 'Althellinger Grund' este situat la coordonatele 50°14′37″N 10°46′47″E / 50.2436°N 10.7797°E.

## Înființare
Situl 'Heiligenwiese und Heiligenleite' und 'Althellinger Grund' a fost declarat sit de importanță comunitară în martie 2001 pentru a proteja 11 specii de animale. Situl a fost protejat și ca arie specială de conservare în aprilie 2016.

## Biodiversitate
Situată în ecoregiunea continentală, aria protejată conține 6 habitate naturale: Cursuri de apă de la nivel de câmpie la nivel montan, cu vegetație Ranunculion fluitantis și Callitricho-Batrachion, Pajiști uscate seminaturale și facies de acoperire cu tufișuri pe substraturi calcaroase (Festuco-Brometalia) (* situri importante pentru orhidee), Liziere de ierburi înalte hidrofile de câmpie și de nivel montan până la alpin, Fânețe de joasă altitudine (Alopecurus pratensis, Sanguisorba officinalis), Păduri de stejar și carpen Galio-Carpinetum, Păduri aluvionare cu Alnus glutinosa și Fraxinus excelsior (Alno-Padion, Alnion incanae, Salicion albae).
La baza desemnării sitului se află mai multe specii protejate:
- păsări (9): barză albă (Ciconia ciconia ciconia), erete de stuf (Circus aeruginosus), cristeiul de câmp (Crex crex), ciocănitoarea de stejar (Dendrocopos medius), ciocănitoare neagră (Dryocopus martius), sfrâncioc roșiatic (Lanius collurio), Luscinia svecica cyanecula, gaia roșie (Milvus milvus), viespar (Pernis apivorus)
- nevertebrate (2): phengaris nausithous (Maculinea nausithous), Unio crassus

Pe lângă speciile protejate, pe teritoriul sitului au mai fost identificate 1 specie de nevertebrate.